# Амалия Вюртембергская
Ама́лия Тере́за Луи́за Вильгельми́на Филиппи́на Вюртембе́ргская (нем. Amalie Therese Luise Wilhelmine Philippine von Württemberg; 28 июня 1799, Воляны, Нижнесилезское воеводство — 28 ноября 1848, Альтенбург, Германский союз) — герцогиня Вюртембергская, в замужестве герцогиня Саксен-Альтенбургская, предок Филиппа, герцога Эдинбургского, королевы Испании Софии и всех греческих королей из династии Глюксбургов.

## Брак и дети
24 апреля 1817 года Амалия вышла замуж за наследного принца Саксен-Альтенбургского Иосифа. У супругов родилось шесть дочерей:
- Александрина Мария Вильгельмина Екатерина Шарлотта Луиза Тереза Генриетта Полина Елизавета Фридерика Джорджина (1818—1907), вышла замуж 18 февраля 1843 года за Георга V, короля Ганновера
- Полина Фридерика Генриетта Августина (24 ноября 1819 — 11 января 1825)
- Генриетта Фридерика Елизавета Тереза (1823—1915)
- Елизавета Паулина Александрина (26 марта 1826 — 2 февраля 1896), вышла 10 февраля 1852 за Петра II, великого герцога Ольденбургского
- Александра Фридерика Генриетта Полина Марианна Елизавета (1830—1911), вышла замуж 11 сентября 1848 года за Константина Романова, великого князя Российского.
- Луиза (4 июня 1832 — 29 августа 1833).

Амалия умерла в возрасте 49 лет в 1848 году. Муж пережил её и умер в 1868 году в возрасте 79 лет.